# روسنيجر (أنغلزي)
روسنيجر (بالإنجليزية: Rhosneigr)‏ هي قرية تقع في المملكة المتحدة في ويلز. يقدر عدد سكانها بـ 1,008 نسمة .